# ألكسندر ديادشوك
ألكسندر ديادشوك ((بالإنجليزية: Alexandr Dyadchuk)) (من مواليد 5 فبراير 1983) هو لاعب سباق القوارب من كازاخستان.
شارك في دورة الألعاب الآسيوية 2006 في الدوحة، قطر.

## روابط خارجية
- ألكسندر ديادشوك على موقع أوليمبيديا (الإنجليزية)